# Villiers-aux-Corneilles
Villiers-aux-Corneilles är en kommun i departementet Marne i regionen Grand Est (tidigare regionen Champagne-Ardenne) i nordöstra Frankrike. Kommunen ligger i kantonen Anglure som tillhör arrondissementet Épernay. År 2022 hade Villiers-aux-Corneilles 113 invånare.

## Befolkningsutveckling
Antalet invånare i kommunen Villiers-aux-Corneilles
| Referens: INSEE |